# Автомат по продаже цветов
Автомат по продаже цветов, или цветомат, — это вендинговый автомат, торгующий живыми цветами. Бывают механические и электрические. Механические представляют собой ячейки с букетами. Внутри электрической машины поддерживаются температура и влажность для сохранения свежести цветов.

## История
Первые автоматы по продаже цветов были разработаны в Венгрии в конце 1990-х годов. В 1998 году в Будапеште была создана фирма, которая разработала и запустила серийное производство цветочных автоматов.
Подобные торговые аппараты выпускаются и в других странах мира, в том числе в Финляндии, Китае и России.
В силу того, что на рынке вендинга автоматы по продаже цветов появились сравнительно недавно, они распространены значительно меньше, чем другие торговые аппараты.

## Описание
Цветомат представляет собой, как правило, металлический корпус и прозрачную витрину, в которой выставлены цветы (букеты). Аппарат оснащен платежным терминалом с купюро- и монетоприёмником.
Процесс покупки заключается выборе покупателем позиции, внесении денег и получении товара в открывающемся окне.
Обычно витрина оформляется в виде полуцилиндра, цилиндра или сферы — для лучшего обзора представленных букетов.
Цветоматы, как правило, оснащаются системой микроклимата и циркуляции воздуха для лучшей сохранности живых цветов. Некоторые производители предлагают автоматы для различных условий эксплуатации — на улице и в помещении. Занимаемая площадь — от 1 до 2 м².